# 淤塞密度指数
污泥密度指數（Silt Density Index，簡稱SDI）、淤塞密度指数，亦作污染指數（Fouling Index，簡稱FI）或淤塞指数（Silt Index，簡稱SI），是一個衡量水質的指標。淤塞密度指数透過测定在标准压力（206.8 kPa（30 psi），即2.1 bar）和标准时间间隔（5分鐘、10分鐘、15分鐘或30分鐘）内，一定体积的水样（數值要至少取得500 mL樣本水才有效）通过一特定微孔膜滤器（例如用於逆滲透系統者，一般使用平均孔徑為0.45微米的濾孔濾膜）的阻塞率，又或其結垢能力的量度而得到。這個指數表示水中胶体物和悬浮物含量的多少，經常用於對要用納濾或逆滲透處理的水進行分類。 
由於存在於水中的顆粒，令通過膜的過濾速率降低。
SDI15是在15分鐘內通過膜的體積流量的每分鐘平均百分比變化。
淤塞密度指数可用以下表達式計算：
{\displaystyle SDI_{T}={\frac {\frac {t_{x}-t_{0}}{t_{x}}}{T}}\cdot 100\%}
其中：
- {\displaystyle t_{0}}：第一次取得500毫升所需的時間
- {\displaystyle t_{x}}：第二次取得500毫升所需的時間
- {\displaystyle T}：從取得第一次測量後到取得第二次測量之間經過的時間

利用反滲透系統的海水淡化廠也需要非常有效的過濾裝置，因為海水的SDI通常很高而且可變（一般值約20至30左右）。一般以SDI小於3為低污染的指標。

## 參看
- 美國材料和試驗協會（ASTM）的D4189-07標準
- MFI - 修正污染指數（西班牙语：Índice de Contaminación Modificado）
- 超滤
- 污泥容積指數（SVI）
- 濁度儀